# Galerie (Verkehrsbauwerk)

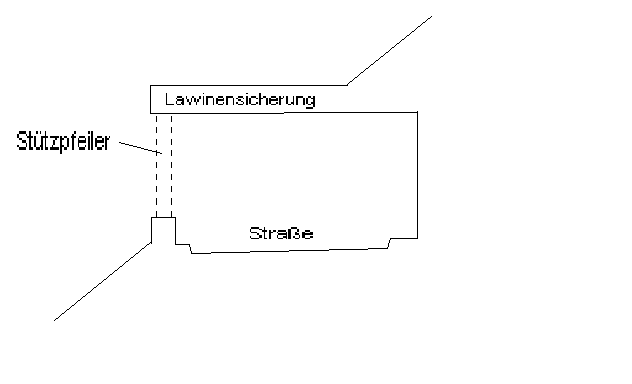
Schemazeichnung einer Lawinengalerie

Eine Galerie, auch Schutzgalerie, ist ein als Einhausung ausgeführtes Verkehrsbauwerk, das einen Verkehrsweg vor Lawinen (Lawinengalerie oder Lawinenschutzgalerie), Steinschlag (Steinschlaggalerie) oder Muren schützt.

## Beschreibung

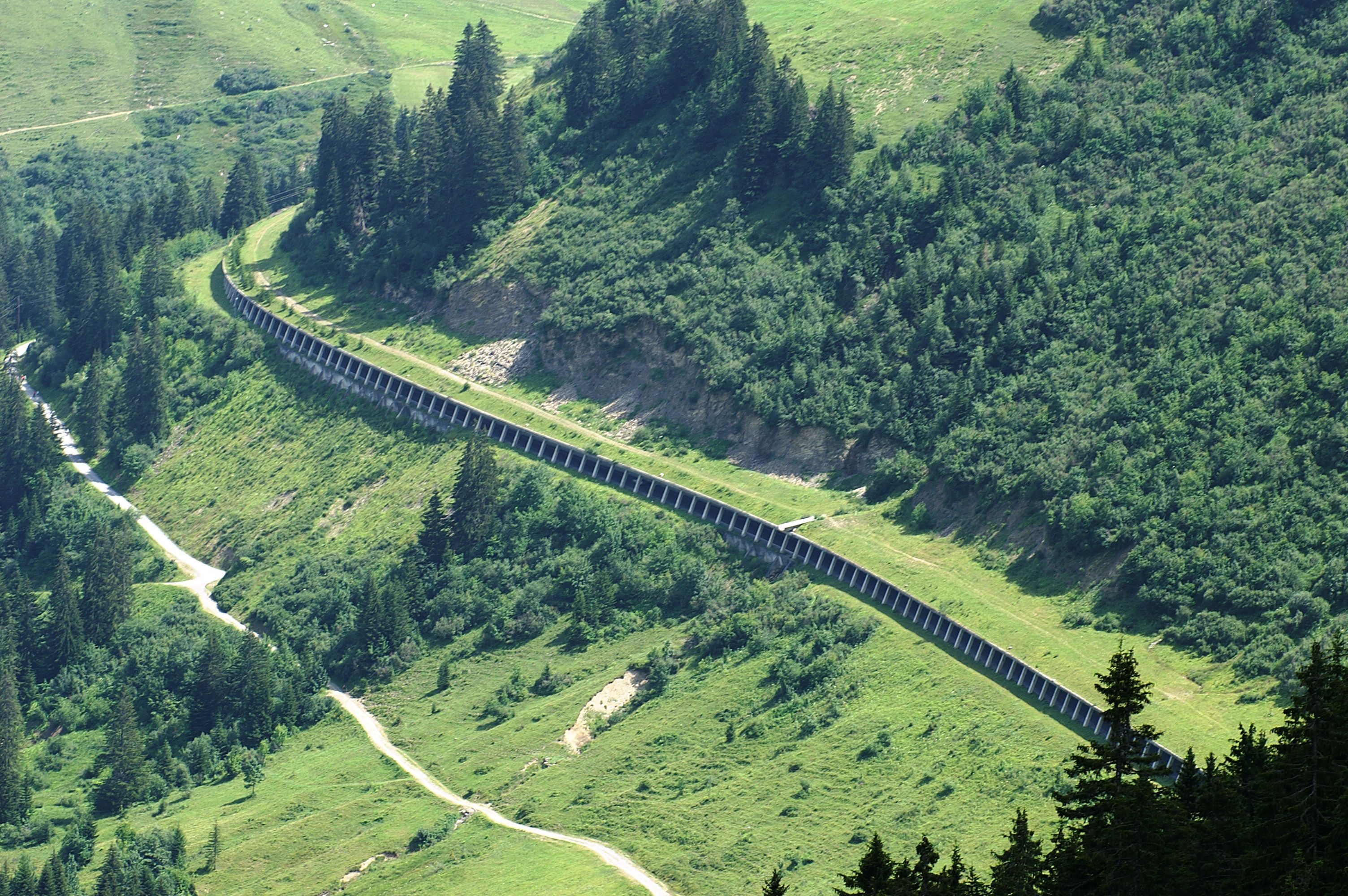
Hahnenköpfle-Galerie, sie verbindet Damüls mit Faschina

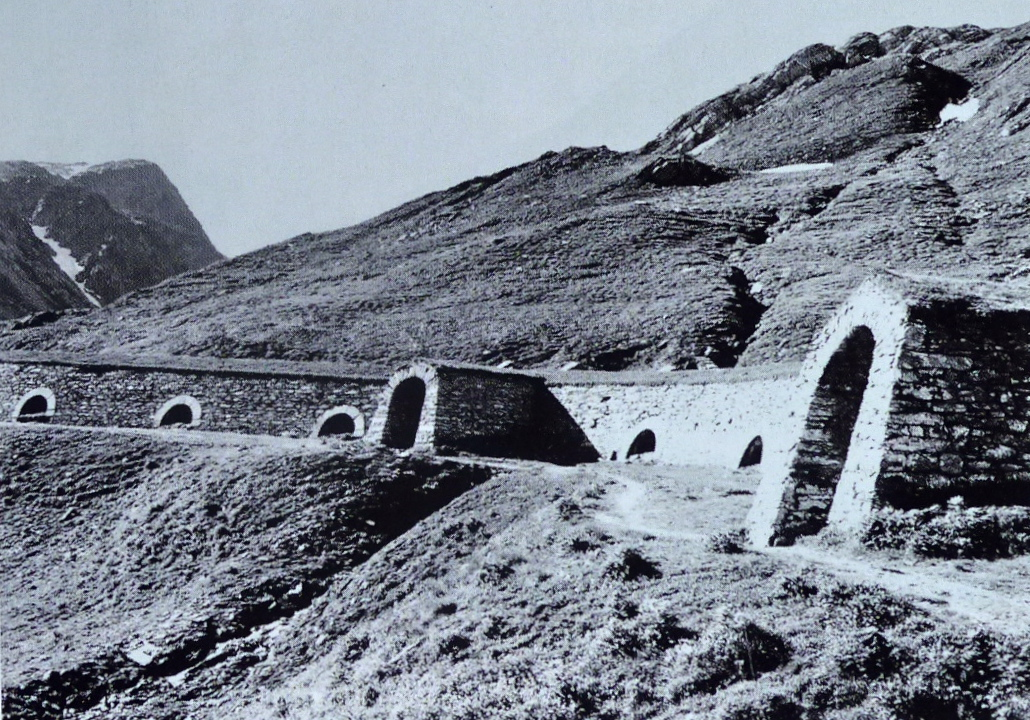
Die Splügengalerie von 1843

Für Schutz vor Massenbewegungen und Einzelabgängen wird eine tunnelähnliche Konstruktion errichtet, deren talseitige Wandung offen bleibt (daher der Name, von Galerie, „(halb)offener Gang“). Die Lawinengalerie ist an besonders gefährdeten Straßenabschnitten (Galeriestraße) oder Eisenbahnstrecken in den Hang gebaut. Neben den Horizontalkräften aus herabfallenden Schnee- oder Gesteinsmassen muss die Konstruktion auch den Hangschub aufnehmen können.
Die Lawinengalerie hat gegenüber dem Tunnel, welcher den gleichen Schutzeffekt hätte, den Vorteil, dass der Bau und vor allem der Unterhalt erheblich kostengünstiger sind. Durch die offene Seite können Luft und Licht in das Bauwerk eindringen, so dass auf eine künstliche Be- und Entlüftung sowie teilweise auf eine Beleuchtung verzichtet werden kann. Lawinen(schutz)tunnel werden nur dann errichtet, wenn sich der Verkehrsweg in der Auslaufzone befindet, und die Lawine in die Galerie rückschlagen würde.
Ein Nachteil der Lawinengalerie ist, dass sie nicht vollständig gegen den Einfluss des Wetters geschützt ist, so dass Regen und Schnee seitlich eindringen können. Dies führt dazu, dass der Innenraum im Winter teilweise vom Schnee zu räumen ist. Aus ökologischer Sicht besteht ein weiterer Nachteil darin, dass – im Gegensatz zum Tunnel – Tiere die Trasse nicht queren können.